# Cai Lun

Proceso de fabricación del papel ideado por Cai Lun.

Cai Lun (chino tradicional: 蔡倫, chino simplificado: 蔡伦, pinyin: Cài Lún, Wade-Giles: Ts'ai Lun) fue un consejero imperial chino eunuco del Emperador He de Han, que vivió en la corte de la dinastía Han (entre los años 77 y 110 o, según otras fuentes, entre 50 y 121). En China se le considera tradicionalmente como el inventor del papel, ya que bajo su administración se perfeccionó la técnica de fabricación del material utilizado para la escritura de documentos, que pasó a tener unas propiedades similares a las del papel actual, bastante diferente del papiro y el pergamino utilizados en épocas más antiguas. Aunque en China existían formas tempranas de papel desde el siglo II a. C., él fue el responsable de la primera mejora significativa y normalización de la fabricación del papel, mediante la adición de nuevos materiales esenciales para su composición. De acuerdo con las crónicas históricas chinas, la invención del papel habría ocurrido en el año 105 d. C.

## Semblanza
Cai Lun nació en la actual provincia de Guiyang (Guizhou, República Popular China) durante la dinastía Han Oriental (en el año 48 d. C.), en el seno de una familia pobre. Entró al servicio de la corte imperial como eunuco en el año 77, y fue ascendiendo en su trabajo bajo el gobierno del emperador He. En el año 89 fue promovido al taller imperial, encargado de la fabricación de instrumentos y armas con el título de Shang Fang Si, convirtiéndose además en secretario (中常侍).
En 105 presentó al emperador un procedimiento para la fabricación de papel. El emperador se mostró sumamente satisfecho ante su invento. El "papel Cai", como se conoció en principio su invento, era ligero, flexible, resistente, económico y podía ser producido en masa. El emperador le otorgó como reconocimiento, en el año 114 d. C., el título aristocrático de marqués y una gran riqueza. No obstante, las intrigas cortesanas en las que había participado se volvieron en su contra. Al morir la emperatriz Deng Sui, la nueva esposa (la emperatriz Song), ordenó que Cai Lun fuera a la cárcel. Para evitar su destino, Cai Lun se suicidó en la ciudad de Luoyang, tomando veneno en el año 121 d. C. 
Es célebre por haber sido el creador de una nueva clase de papel similar al actual, desarrollado por solicitud de la corte imperial, que reclamaba un material más cómodo de utilizar y conveniente para la escritura. Aunque ya existían tipos más primitivos de papel, Cai Lun perfeccionó la técnica de elaboración mediante la impermeabilización de encolados a base de almidón, de arroz y zumo mucilaginoso de tororo aoi, de modo que las hojas quedaran bien satinadas y protegidas del moho y los parásitos.
En el siglo tercero, la fabricación y el uso de papel estaba muy difundida en China, y se había extendido a Japón, Corea y Vietnam. En 751, algunos fabricantes de papel chinos fueron capturados por los árabes, y así el primer papel árabe fue creado en Samarcanda. La producción de papel se extendió a España en 1150, y pronto desplazó a la utilización de pieles y pergamino como material de escritura en Europa. La introducción del papel fue un catalizador que llevó a la rápida difusión de la alfabetización y el desarrollo intelectual en China, Oriente Medio y Europa. Cai Lun es considerado como un héroe nacional chino, admirado por su ingenio y su naturaleza franca. Una sala conmemorativa se mantiene en su honor en su ciudad natal de Leiyang. Aunque la industria de la fabricación del papel se ha desarrollado considerablemente en los tiempos modernos, todavía se emplea el proceso básico inventado por Cai Lun.

## La invención del papel
En el año 95 d. C., Cai Lun presentó al emperador un proceso para la fabricación de papel a partir de la corteza interior del árbol de la morera, bambú y cáñamo; más los restos de trapos de tela y redes de pesca. Los mezclaba con agua, los golpeaba con una herramienta de madera, y luego derramaba esta mezcla sobre una pieza plana de tela gruesa de tejido, facilitando la salida del agua, y dejando solo una fina lámina enmarañada de fibras en la tela. El emperador He de Han se mostró satisfecho con la invención y concedió a Cai Lun un título aristocrático y grandes riquezas.

Una parte de su biografía oficial fue escrita más tarde en China (ortografía Wade-Giles):
En la antigüedad los escritos e inscripciones se hacían generalmente en tablas de bambú o en piezas de seda llamada Chih. Pero la seda de bambú al ser costosa y pesada no era útil para este uso. Tshai Lun [Cai Lun] inició entonces la idea de hacer el papel de la corteza de árboles, restos de cáñamo, trapos de tela y redes de pesca. Se sometió el proceso al emperador en el primer año de Yuan Hsing [95] y recibió elogios por su habilidad. A partir de este momento, el papel ha estado en uso por todas partes y es universalmente llamado "el papel del Marqués Tshai".
 Un cuento popular narra que cuando Cai Lun mostró el papel al pueblo chino, se burlaron de él. Con el fin de impresionar a la gente con el poder mágico del papel, simuló su muerte y se enterró a sí mismo con un tubo de bambú para poder respirar. Siguiendo sus instrucciones, sus amigos quemaron papel sobre el ataúd, y lo sacaron de la tierra, vivo otra vez. La quema de papel sobre las tumbas sigue siendo una tradición en China.

## Influencia mundial
La popularidad inmediata de la invención se le atribuye a Cai Lun; con fecha de menos de 50 años a la muerte de Cai Lun en la ciudad de Luoyang (que también residió en Sinkiang, en los inhóspitos desiertos áridos del Turquestán chino). La provincia de Guizhou se hizo famosa por sus talleres de fabricación de papel. En el siglo III, el papel se usaba ya ampliamente como un medio de escritura en China y luego se extendió a Corea, Vietnam y Japón. Le permitió a China desarrollar su cultura a través de la literatura generalizada y la alfabetización, de manera mucho más rápida a cómo se había desarrollado con los materiales de escritura anteriores (principalmente tablillas de bambú y rollos de seda). En 751, algunos fabricantes de papel chinos fueron capturados por los árabes y más tarde las tropas Tang fueron derrotadas en la batalla del río Talas. El primer documento árabe escrito sobre papel fue creado en Samarcanda y la producción de papel reemplazó rápidamente la producción de papiro en Oriente Medio, Próximo Oriente y el norte de África. El primer papel en Europa se creó en España en 1150, y se extendió después a las otras naciones europeas, donde el uso del pergamino fue desplazado. El contacto entre los árabes y los europeos durante las Cruzadas, y la recuperación esencial de los escritos clásicos de los antiguos griegos, contribuyó al uso generalizado de papel y lo separó de la escolástica en Europa. La invención de la imprenta incrementó aún más el uso de papel, y facilitó en gran medida el avance de la tecnología y el pensamiento académico en las sociedades europeas.
El uso de la morera para la creación del papel, que fue utilizada en China a partir de la dinastía Han, era desconocida en Europa hasta el siglo XVIII. Fue descrito con mucha curiosidad por los jesuitas misioneros en China, que sugirieron que la morera debía ser cultivada en Francia.
Aunque a Cai Lun se le atribuye la invención del papel, hay algunas dudas en cuanto a si en realidad inventó el papel en sí mismo, o si simplemente sistematizó su fabricación y promovió su uso en la corte imperial. Los fragmentos de papel chinos más antiguos se descubrieron en 2006, los cuales pertenecían a una carta sobre lino que databa del 8 a. C., casi cien años antes del nacimiento de Cai Lun.

## Legado

### Influencia mundial

#### Evaluación histórica
Gracias a las modernas investigaciones arqueológicas, ahora se sabe con certeza que ya existían diferentes formas de papel en China en el siglo III a. C.,  aunque los hallazgos no descartan necesariamente el crédito dado a Cai. El erudito chino Tsien Tsuen-hsuin explicó que el término utilizado en la antigua biografía de Cai, zào yì (造意), puede entenderse como «iniciar la idea», lo que significa que él impulsó el proceso en curso con la adición de materiales importantes.  Además, Cai es responsable del primer uso conocido de la corteza de árbol y el cáñamo como ingredientes del papel, y está claro que el papel no se utilizó de forma generalizada en China hasta las mejoras de Cai. Como tal, los estudiosos han revisado sus contribuciones como las que promovieron un proceso en curso en lugar de un descubrimiento repentino. concluye que «el consenso actual es que, aunque Cai no inventó el papel, puede que mejorara la forma de fabricarlo o redujera los costes (utilizando la corteza de los árboles, trapos de tela y viejas redes de pesca)». }} Sin embargo, debido a la importancia fundamental de sus mejoras y a la consiguiente difusión del uso del papel por toda China,  A Cai se le sigue atribuyendo tradicionalmente la invención del papel. También se especula con la posibilidad de que Cai fuera el artífice de este logro y le quitara el mérito a otra persona, como pudo haber hecho Feng Dao con sus mejoras de la imprenta.

#### Difusión del papel

Los tres dioses de la fabricación del papel, Cai Lun (en el centro) con el monje coreano Damjing (a la izquierda), que llevó el arte a Japón, y Mochizuki Seibei (que llevó el arte a Nishijima (西嶋)). Conservado en el Minobu Museo de Historia y Folclore de la ciudad de Minobu.

Las mejoras introducidas por Cai en el papel y en el proceso de fabricación del mismo se consideran especialmente impactantes para la historia de la humanidad,, ya que dieron lugar a la difusión de la literatura y el conocimiento en todo el mundo, y a avances en las comunicaciones. } Sin embargo, Cai sólo es algo conocido fuera de Asia Oriental y suele estar excluido de las principales enciclopedias. El estudioso de la historia del papel, Thomas Francis Carter, estableció paralelismos entre Cai y Johannes Gutenberg, el inventor de la primera imprenta que fue de tipos móviles, llamándolos «padre e hijo espirituales» respectivamente.  En su libro de 1978, The 100: A Ranking of the Most Influential Persons in History, Michael H. Hart lo situó en séptimo lugar, por encima de figuras como Gutenberg, Cristóbal Colón, Albert Einstein y Charles Darwin.. En 2007, Time lo situó entre los «Mejores Inventores» de todos los tiempos.
Después de los esfuerzos de Cai en 105 CE, un renombrado fabricante de papel que puede haber sido un aprendiz de Cai-variablemente registrado por fuentes modernas como Zuo Bo';  Tso Po (左伯, nombre de cortesía: Tzu-i: en chino, 子邑; pinyin, Ziyi) de Donglai, Shandong;} o Tso Tzǔ-yi'-mejoró el proceso en 150 EC o más tarde en la dinastía Han. Aparte de esto, los principios básicos del proceso de fabricación de papel de Cai han cambiado poco con el tiempo, y la nueva forma de papel se extendió por toda China. Según la leyenda, el monje budista Damjing llevó el proceso a Japón, aunque esto no está confirmado.  Damjing ocupa en Japón una posición de santo patrón similar a la de Cai en China. Hacia el año 600, el proceso apareció en Turkestán, Corea e India, mientras que los prisioneros chinos de la Batalla de Talas difundieron los conocimientos a los árabes del Califato Abasí. A diferencia de muchos inventos chinos que se crearon independientemente en Europa occidental, el proceso moderno de fabricación del papel fue un producto enteramente chino y se extendió gradualmente a través de los árabes a Europa, donde también se generalizó su fabricación en el siglo XII. El 2 de agosto de 2010, la Unión Astronómica Internacional honró el legado de Cai bautizando un cráter en la Luna en su honor.

### Influencia en China

#### Deificación y recuerdo
De los que originaron los Cuatro Grandes Inventos chinos del mundo antiguo-la brújula, la pólvora, la fabricación de papel y la imprenta-sólo se conoce al inventor de la fabricación de papel, Cai Lun. Además, en comparación con otros inventos chinos, como el pincel para escribir y la tinta, el desarrollo del papel es el mejor documentado en las fuentes literarias.}
Tras su muerte en 121 EC, se construyó un santuario con su tumba en su ciudad natal, pero pronto fue descuidado y dañado por las inundaciones, mientras que su nombre fue olvidado en gran medida. Durante los primeros tiempos de la dinastía Tang, muchos héroes nacionales fueron deificados, como Li Bai y Guan Yu como dioses del vino y la guerra respectivamente. Cai se encontraba entre las personas importantes declaradas dioses, y fue deificado como dios nacional de la fabricación del papel. Cai también se convirtió en santo patrón de los fabricantes de papel, y su imagen se pintaba o imprimía a menudo en las fábricas de papel y en las papelerías no sólo de China, sino también de Japón. En 1267, un hombre llamado Chen Tsunghsi recaudó fondos para reparar el santuario, dañado durante mucho tiempo, y lo renovó para incluir una estatua de Cai y un mausoleo. Chen declaró que «el extraordinario talento de Tsai Lung [Cai Lun] y sus logros son ejemplares para todas las épocas». Es posible que se llevara al mausoleo un mortero de piedra que, según las leyendas, Cai utilizaba para fabricar papel, aunque otras fuentes afirman que se llevó al Museo Imperial de la capital de la Lin'an.} Se celebró una gran ceremonia por el nuevo mausoleo, aunque volvió a caer en la ruina y fue restaurado en 1955. En la actualidad, el templo sigue en pie en Leiyang como zh cerca de un estanque, rebautizado como «Estanque Cai Lun», que se creía que estaba cerca de la casa de Cai.  En la dinastía Song, Fei Chu () dijo que había un templo en Chengdu donde cientos de familias dedicadas a la fabricación de papel acudían a venerar a Cai.
[[Archivo:Cai Lun's Tomb.jpg|thumb|upright=1.2|Tumba tradicional de Cai Lun, zh, Hanzhong, provincia de Shaanxi.
Durante finales de la dinastía Qing, los fabricantes de papel crearon grupos religiosos, conocidos como «asociaciones de dinero espiritual» (shenfubang) o «asociaciones Cai Lun» (Cai Lun hui). En 1839, el shenfubang de la ciudad de Yingjiang fue demandado por shenfubangs de Macun y Zhongxing del condado de Jiajiang, Sichuan. El conflicto comenzó cuando los shenfubang de Yingjiang afirmaron que su estatua de Cai -que llevaban anualmente por todo el condado de Jiajiang- les otorgaba supremacía ritual sobre los papeleros de Macun y Zhongxing, a quienes exigían que pagaran y participaran en sus celebraciones. Los shenfubangs de Macun y Zhongxing negaron la demanda, alegando su larga historia de culto a Cai, lo que dio lugar a un creciente conflicto entre las partes y finalmente a un pleito. El magistrado del condado reprochó a ambas partes que hubieran entrado en conflicto y les dijo: «¿No comprendían que todos ellos debían su sustento al señor Cai, que les había enseñado el arte de fabricar papel? ¿No eran todos discípulos del señor Cai, que quería que compartieran los beneficios del oficio?"
En el siglo XXI, Leiyang sigue siendo famosa por ser el lugar de nacimiento de Cai y cuenta con una activa producción de papel. Su tumba tradicional se encuentra en el Museo de la Cultura del Papel Cai Lun de Longting, Hanzhong, provincia de Shaanxi. En la China actual, el nombre de Cai está estrechamente relacionado con el papel, y da nombre al menos a cinco carreteras: Cailun Road, Pudong, Shanghai; Cailun Road, Distrito de Minhang, Shanghai; Carretera de Cailun, Distrito de Fuyang, Hangzhou, Zhejiang; Cruce este de la carretera de Cailun, distrito de Weiyang, Xi'an; y carretera de Cailun, distrito de Yaohai, Hefei, Anhui.

## Reconocimientos
- En el año 1962, el aniversario número 1.850 de la fecha de su fallecimiento, el Gobierno chino rindió homenaje a su memoria en agradecimiento al invento con que Cai Lun transformó para siempre la Educación, la Ciencia y las Comunicaciones, permitiendo la transmisión de conocimientos, el registro de la Historia y el emprendimiento de una industria que enriqueció la economía de Asia y cambió el mundo moderno: el papel.
- El cráter lunar Cai Lun lleva este nombre en su memoria.<ref>«Cai Lun». Gazetteer of Planetary Nomenclature (en inglés). Flagstaff: USGS Astrogeology Research Program. OCLC 44396779.

## Eponimia
- El templo Cai Hou se encuentra en China, en Fuyang, Hunan.